# تاريخ المصارعة المحترفة

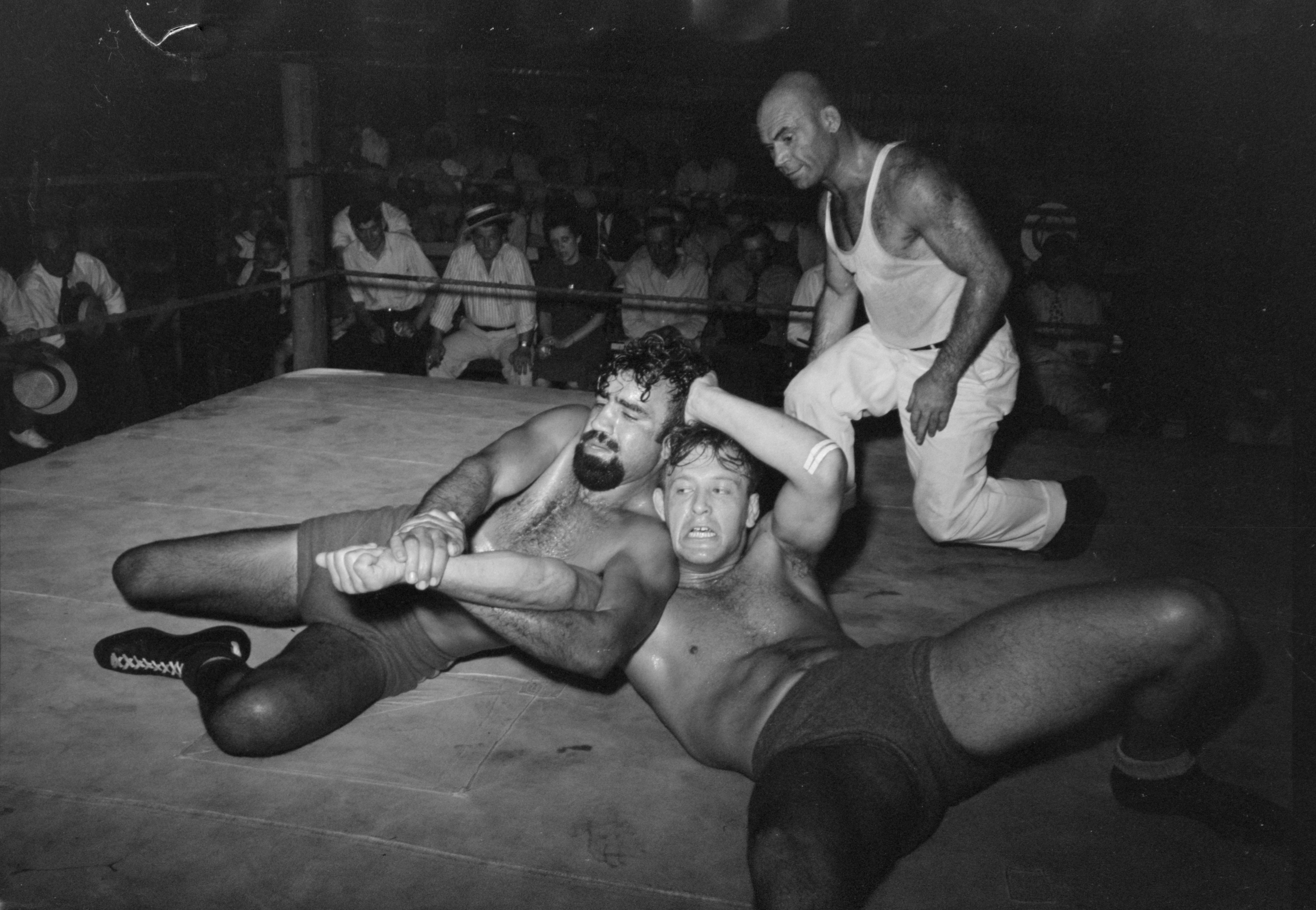
أداء مباراة مصارعة في سيكيستون ، ميسوري ، مايو 1938. مصارعان يتصارعان بينما ينظر إليهما الحكم (باللون الأبيض ، إلى اليمين)

بدأ تاريخ المصارعة المحترفة بوصفها أداءً فنياً في أوائل القرن العشرين في دور العرض الترفيهية المتنوعة للرجل الأقوى والمصارعة (رغم أنها عادةً ما كانت تتضمن تلاعبًا في نتائجها) في فترة القرن التاسع عشر.
تُعد المصارعة المحترفة نوعًا من العروض الترفيهية التي اشتهرت في أستراليا وأمريكا الشمالية وأمريكا اللاتينية وأوروبا وفي اليابان.
تطورت المصارعة كرياضة حديثة في القرن التاسع عشر منبثقة من المصارعة الشعبية، والتي نشأ منها نمط منظم جعلها رياضة تنافسية بالاعتماد على نوعي المصارعة البريطانية «الحرة» و«الرومانية القارية التقليدية».
في بداية الأولمبياد الحديث سنة 1896 أُطلق مصطلح «المصارعة المبتدئة»، وفُصل هذا النوع من المصارعة عن الرياضة التنافسية في أوائل القرن العشرين.
قلّت شعبية المصارعة إبان الحرب العالمية الثانية، ثم بدأت بالانتعاش مجدداً في نهاية أربعينيات وخمسينيات أوائل القرن الماضي، وكانت تعد هذه الحقبة العصر الذهبي للمصارعة المحترفة، والتي اشتهر خلالها المصارع «غورجس جورج».
كانت فترة نهاية الأربعينيات وبدايات الخمسينيات تمثل العصر الذهبي في اليابان والمكسيك، وخاصةً بظهور المصارع المكسيكي «سانتو» الذي أضحى بطلاً شعبياً، وكذلك المصارع الياباني «ريكي دوزن» الذي حاز على نفس القدر من الشهرة.
واجهت المصارعة المحترفة تراجعًا في شعبيتها في وقت ما من سبعينيات وثمانينيات القرن الماضي، ولكن بسبب ظهور قنوات التلفزيون مدفوعة الثمن في منتصف الثمانينيات نشأ عصر ذهبي جديد حيث شهدت الولايات المتحدة عرض المصارعة المحترفة عبر قنوات التلفزيون مدفوعة الثمن، مع ظهور أبطال هذه الحقبة أمثال: هولك هوغان، آندري ذا جاينت، راندي سافچ (ماچو مان)، ريك فلير ورودي بايبر (رودي).
تغيرت طبيعة عرض المصارعة المحترفة لتناسب محتوى التلفاز، وعززت من سمات الشخصيات وطريقة سردها القصصي.
ساهم التلفاز بمساعدة العديد من المصارعين في الدخول بقوة نحو البث الإعلامي التقليدي، وأصبحوا مشاهير مؤثرين في المجتمع ورموزًا للثقافة العامة.
ازدادت شعبية المصارعة بشكل لافت عندما توحد المتابعون المتحمسون لها ونمت عدة وسائل إعلامية خاصة بهم، وأصبحت ظاهرة عالمية في الثمانينيات وتوسعت وأطلق عليها المختصر WWE وهو مختصر من الكلمات التي تعني المصارعة العالمية الترفيهية.
في فترة التسعينيات حققت المصارعة المحترفة إنجازات عالية بمستويات قياسية في عدد المشاهدات والنجاحات المالية، في وقتٍ شهد منافسة حادة مع أنواع أخرى من المصارعة مثل المصارعة العالمية الفيدرالية وبطولة المصارعة العالمية.
منذ منتصف الألفية الثانية، انخفضت شعبية المصارعة المحترفة بشكل ملحوظ، بالإضافة إلى مصارعة «نوا المحترفة» و«مصارعة اليابان الحديثة المحترفة». وشهدت برامج الـ WWE تقييمات عُدّت الأقل نسبياً مع تأخر عرض برامجها التلفزيونية حتى ساعات منتصف الليل المتأخرة، وعلى الرغم من تسجيل أرباح سنوية سنة 2018، لكن نسب المشاهدة كانت متواضعة في العامين 2019 و 2020. وبالتزامن مع هذا الانخفاض في شعبية المصارعة، ظهرت الفنون القتالية المختلطة والتي ظهر إقبال جماهيري عليها، إلا أن هذا الشيء لم يمنع الـWWE  من ترسيخ مكانتها كقائد للمحتوى الرياضي عبر منصات البث الإلكترونية وخاصةً «اليوتيوب» التي تملك أكثر عدد اشتراكات وأكثر نسب مشاهدة.

## الأصول
في ثلاثينيات القرن التاسع عشر وتحديداً فترة الثورة الفرنسية، نشأ تقليد يدمج المصارعة مع الاستعراض، إذ كان يجري تقديم المصارعين باستخدام ألقاب مثل: «إدوارد، ملتهم الفولاذ»، «كوستاف دافيجنون، محطم العظم»، و«بوني، ثور جبال الألب المنخفضة»، كان هؤلاء يتحدون عامة الناس ويطيحون بيهم مقابل 500 فرنكية.
في العام 1848، شكّل الاستعراضي الفرنسي «جان إكزبرويت» سيرك المصارعين الحديث وأسن قاعدة تمنع تنفيذ الحجز أسفل الخصر، وهو أسلوب أطلق عليه تسمية «مصارعة اليد المسطحة». لاقى هذا الأسلوب انتشاراً واسعاً في أوروبا، استُخدم في كل من دول إيطاليا، الدنمارك، روسيا والإمبراطورية النمساوية-الرومانية. جميعها كانت تحت مسمى المصارعة الرومانية-اليونانية أو المصارعة التقليدية أو المصارعة الفرنسية. بحلول نهاية القرن التاسع عشر، أصبح هذا النوع من المصارعة (الرومانية-اليونانية) أكثر رياضة لاقت رواجاً في أوروبا، وفي سنة 1898 أصبح الفرنسي «بول بون، التمثال الضخم» أول بطل عالم محترف.
نال الأسلوب الحديث للمصارعة المحترفة شعبية كبيرة في الولايات المتحدة والمملكة المتحدة في نهايات القرن التاسع عشر، إذ كان يدعى أسلوب القبض والإفلات القتالي.
كان يُعتقد في الأصل أنها غير تقليدية وأكثر تراخيًا في الأسلوب. تختلف مصارعة الإمساك أو القبض عن المصارعة الرومانية-اليونانية في المصارعة المسموح بها، إذ تمنع بشكل صارم الاستيلاء على أسفل الخصر، بينما تسمح مصارعة القبض بالتمسك فوق وتحت الخصر، بما في ذلك قبضة الساق.
كانت مصارعة القبض والمصارعة الرومانية-اليونانية رائجتين، وتنافسيتين بالكامل، ورياضات الهواة والمحترفين، ولكن منذ أواخر القرن التاسع عشر فصاعداً، تحول قسم فرعي من مصارعة القبض ببطء إلى الترفيه الرياضي المعروف الآن باسم «المصارعة المحترفة»، والمعروف بأسلوبه المسرحي والترفيهي.
في بدايات القرن العشرين، جرى تقديم المصارعة كجزء من الفنون الترفيهية ولزيادة الحدة التنافسية لجذب لاعبي كمال الأجسام.
يعد الأمريكي «جاك كاركيك» أحد نجومها الأوائل والذي كان عامل منجم في السابق، اشتهر جاك بأنه كان يتحدى الجماهير في الدقائق العشر الأخيرة من عرضه ليتصارع معهم.
في ظل تطور المصارعة في المملكة المتحدة، جُلب المصارع الأستوني ذو الأسلوب الروماني-اليوناني في المصارعة «جورج هاكنسنشمديت» إلى البلاد، والذي سرعان ما تعاون مع المروج ورجل الأعمال «تشارلز ب. كوكران» والذي بدوره أخذ المصارع الأستوني تحت جناحه وسجل اسمه في برامج المصارعة وجعله يشارك في مباراة فاز بها جورج ضد المصارع البريطاني الأول توم كانون وحاز على لقب بطولة المصارعة الرومانية-اليونانية الأوروبية، ما أعطاه الحق لنيل لقب بطل العالم. وفي العام 1905 جدد أحقيته باللقب بعد الفوز على بطل أمريكا للوزن الثقيل توم جنكينز في الولايات المتحدة.
كان هاكنسنشمديت يتلقى سلسلة من الحجوزات في مدينة مانشستر للقيام بعروض يأخذ عليها أجرًا يقدر بنحو 150 يورو في الأسبوع، ورغم أن أسلوبه كان شرعياً ومهيمنًا فقد بات يهدد متعة الجماهير ويكاد يقتلها، بينما حاول المصارع كوكران إقناع جورج بتعلم فن الاستعراض واعتبارها حدثًا ترفيهيًا أكثر من كونها رياضة تنافسية، وتعلم هذا من عدة مصارعين سواء كانوا محبوبين مثل هولك هوغان أو غير محبوبين مثل إيفان كولوف، الذين ظهروا واختفوا في بدايات نشأة المصارعة في المملكة المتحدة. ساهم كل هذا في بروز الرياضات الترفيهية.
مع مغادرة الكثيرين إلى الولايات المتحدة أمثال هاكنسنشمديت، أدت الخسارة الناتجة عن النجوم ذوي الأسماء الكبيرة إلى تدهور هذه الرياضات قبل اندلاع الحرب العالمية الأولى، والتي أوقفتها كلياً لاحقاً.
كانت بطولة المصارعة العالمية للوزن الثقيل أول بطولة محترفة تُعرف في سنة 1905 والتي كانت سببًا في ظهور أفضل مصارع في تلك الحقبة الزمنية. وكانت أول بطولة مصارعة تقدم حزام البطولة عبر المصارعة البدنية، والتي فاز بها ذو المواليد الروسية جورج هاكنسنشمديت بعد تغلبه على المصارع الأمريكي توم جنكينز في مدينة نيويورك الأمريكية.
شهدت المصارعة تدهوراً مفاجئًا في شعبيتها من الفترة ما بين 1915 و 1920، وأصبحت بعيدة عن الجمهور الأمريكي بسبب الشكوك التي ظهرت بشأن شرعيتها ومكانتها كرياضة تنافسية، وقد ذكر مصارعون أنها كانت مزيفة إلى حد كبير في ثمانينيات القرن التاسع عشر.